# Artitec
Artitec is vanaf eind jaren negentig actief in de wereld van de modelbouw voor hobbyisten. Het bedrijf richt zich vooral op het produceren van Nederlandse treinmodellen, bouwpakketten en kant-en-klare artikelen voor de modelbaan in de schalen H0, N, TT en Z-spoor. Artitec heeft sinds 2013 ook een uitgebreid programma van militaire modellen als bouwpakket en kant-en-klare modellen in schaal 1:87.

## Modeltreinen

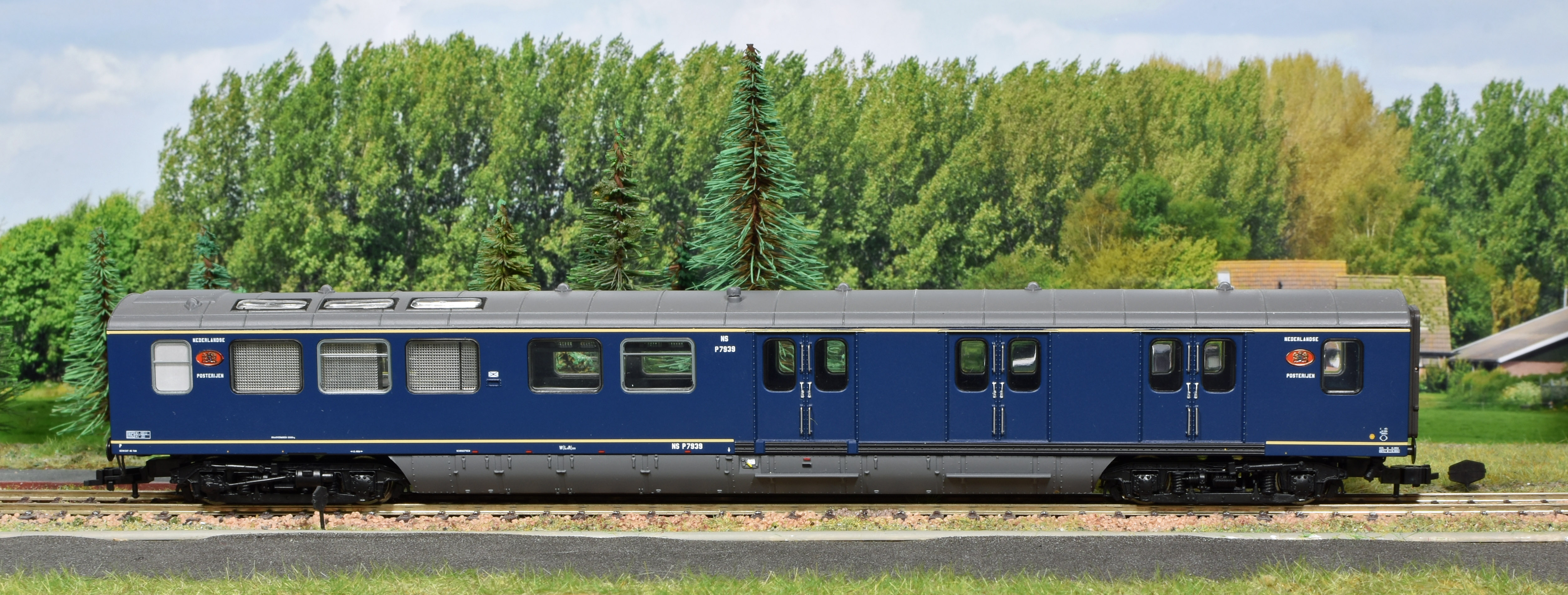
Artitec Plan E postrijtuig, schaal H0

De modeltreinen worden geproduceerd op schaal 1:87 (H0) zowel voor gelijk- als wisselspanning. Artitec produceert modellen in verschillende uitvoeringen. 
Zo zijn er Nederlandse stoomlocomotieven van de series NS 3700 en NS 6300, dieseltreinen, zoals Plan X, de befaamde "Blauwe Engel" in het blauw, rood, rood met logo en blauwe reclamebanen, geel/grijs met NS-logo of met het Midnet dan wel Syntus-logo. Voorts zijn er diverse Nederlandse rijtuigen, zoals een Stroomlijnpostrijtuig (Pec), een ovale-ramenrijtuig, een coupérijtuig, een postrijtuig en een bagagewagen. Aan modernere treintypen zijn er een dubbeldekker, een rijtuig Plan E en Plan W. Verder zijn er diverse typen goederenwagens.

## Overige modellen
Het wegvervoer, zoals bijvoorbeeld DAF-vrachtauto's, stadsbussen van typt CSA-I en van het type streekbussen in zijn oorspronkelijke uitvoering alleen in H0 te verkrijgen. De bouwpakkethuisjes, of de al kant-en-klaar huisjes zijn naast H0 ook in N  verkrijgbaar.